# 刘公岛
刘公岛是一個位于中國山东省威海港附近的島嶼，地處华东地区山东半岛东端威海湾湾口，岛面积3.15平方公里，岛岸线长14.95公里。

## 地理
刘公岛与威海港相距4公里，其附近有一些岛屿，包括东部的东泓列岛及西部的黄岛等。威海位于山东半岛东北端，与辽东半岛的旅顺口相对，威海的港湾位于两半岛之间，而刘公岛处于威海港湾的中央，军事上战略地位重要。有称“东隅屏藩”。明、清至解放前诸多海上战事发生于此，特别是甲午战争留下了深刻的历史印迹。

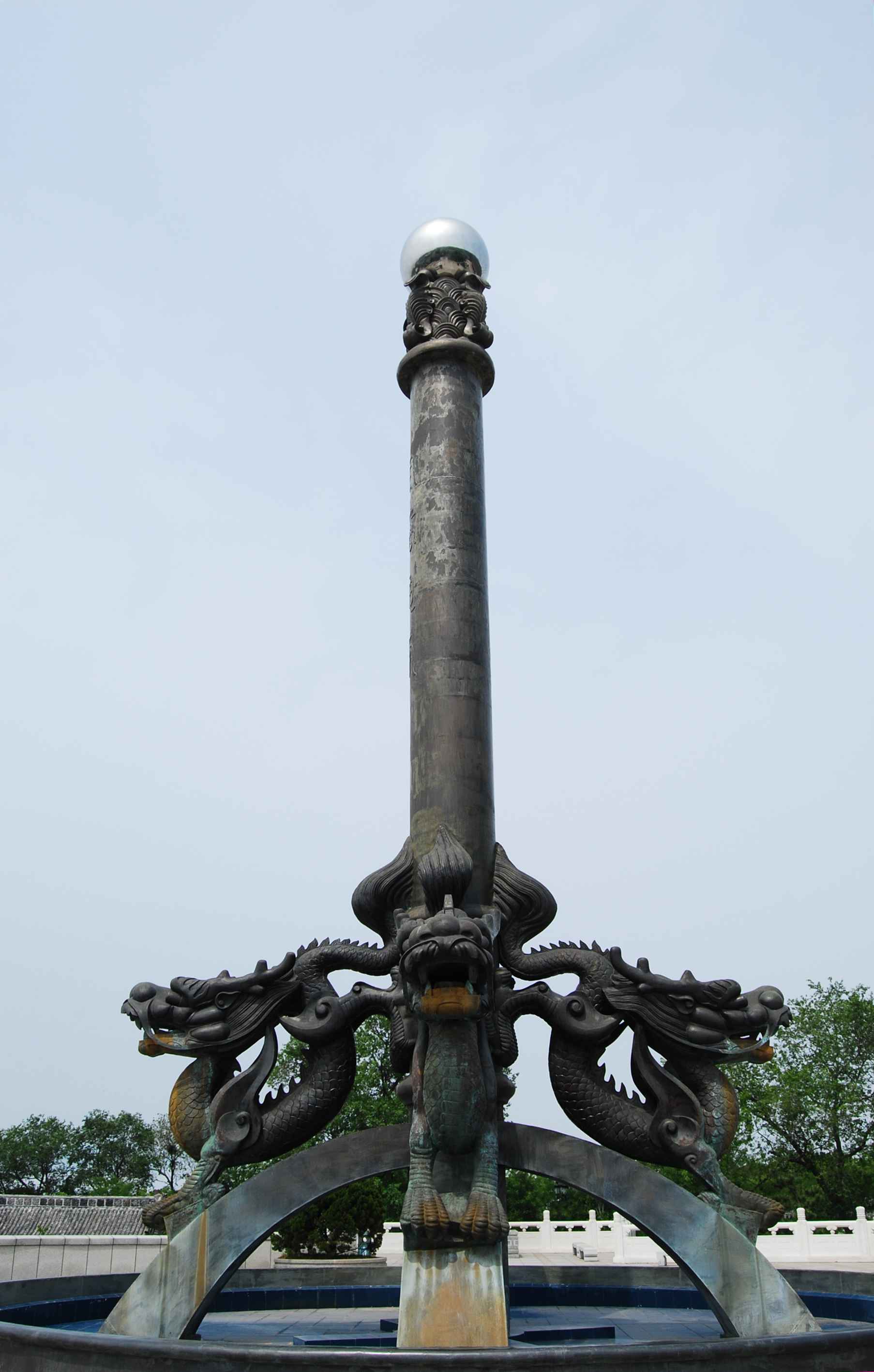
刘公岛博览园内的“定海神珍”雕塑

刘公岛地形北陡南缓，最高处在旗顶山，海拔153.5米。岛上树木茂盛，以黑松 (植物)为主，多达2,700余亩，因此在1985年被命为国家森林公园。

## 历史

### 上古
刘公岛上人类居住的历史悠久。据出土文物显示，约7000年前就有人类居住。岛上曾挖掘出新石器时代的石斧、陶罐、遗址等。

### 元朝
元朝海运业发达，货船从长江口的刘家港北上直沽（今天津），刘公岛成为中转站。

### 明朝
明朝海运业兴隆，到刘公岛停泊的运船日增，岛上居民也随着增加。明代倭寇屡犯中国沿海，威海也深受其害。为加强海防，明洪武三十一年（1398年）设立了威海卫，屯兵驻守。从此，威海卫港及刘公岛便为海防重地。

### 大清
清朝时期，中国的首都是北京，渤海为北京、天津的外海。而威海卫与辽东半岛尖端的旅顺，共扼渤海咽喉，形同京津门户，刘公岛战略地位因而极其重要，被选为北洋海军及其舰队的驻泊之所，与以舰艇修理为主的旅顺，共同为北洋海军的重要基地。
1887年，威海海防工程建设开始。刘公岛为海防建设的重点。当时建有六座炮台、铁码头、麻井子船坞，设立了水师学堂、工程局、机械局、电报局、弹药库等。
1888年12月17日北洋舰队在刘公岛正式成军，丁汝昌为北洋海军提督。此时，这支近代化的海军己拥有大小舰艇25艘，总吨位4万多吨，实力居世界第四位，亚洲第一位。
1889年北洋海军提督署（又称水师衙门）竣工。
1895年2月17日日本军在甲午战争后期登上了刘公岛，接收了岛上的所有军事设施、大量的军备物资，并俘获了北洋舰队残余港内的十艘军舰。经营近20年的北洋舰队就此终结。日军占领刘公岛3年一直到1898年。

### 大英帝国
1898年7月，英国租借威海卫，包括刘公岛。

英租威海卫旗帜

1930年，英军撤离威海卫后，刘公岛由英国远东舰队续租。

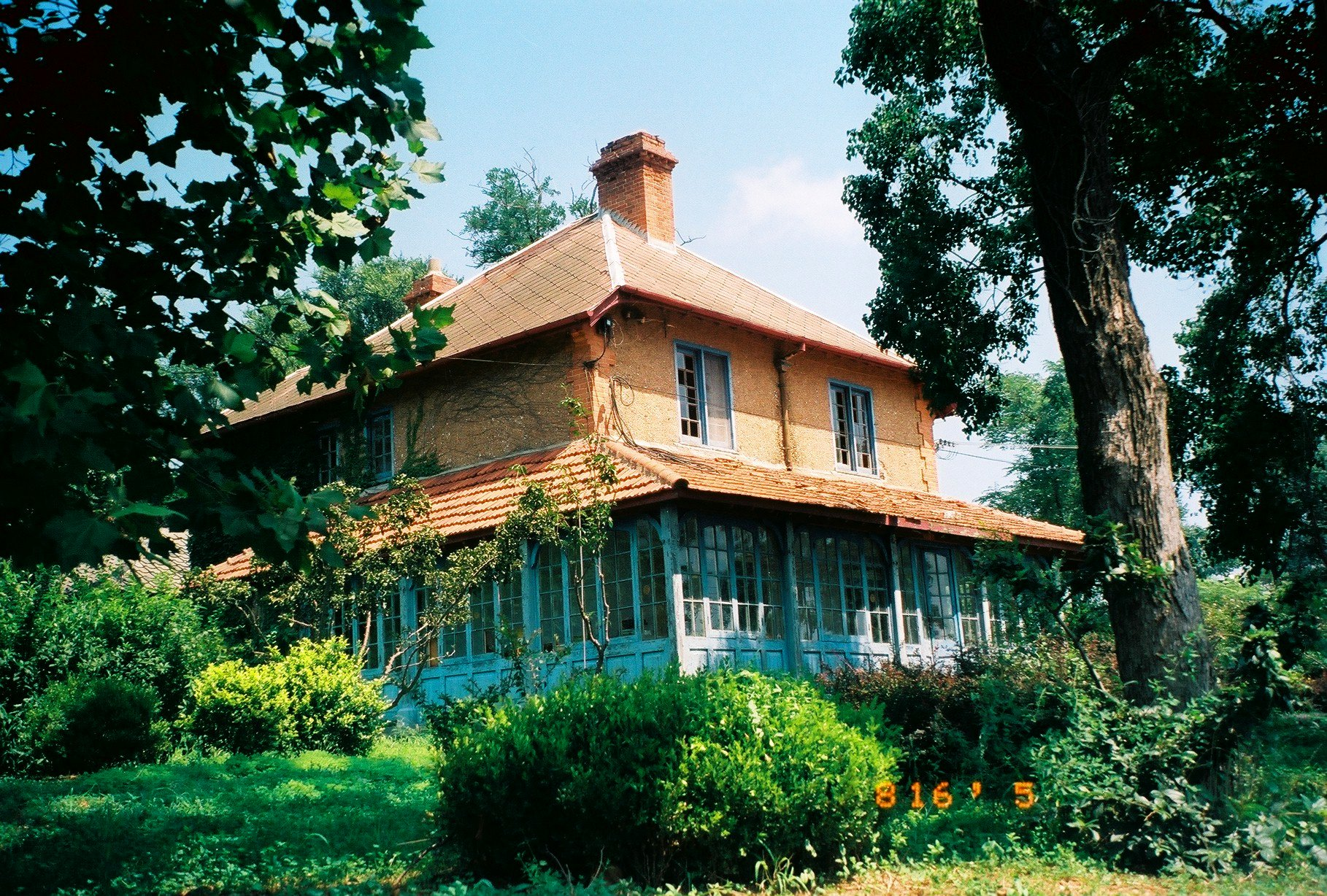
刘公岛基地普通军官住宅

1938年3月，日军第二次占领刘公岛，在岛上设立华北要港司令部，驻扎華北臨時政府海军。此时，岛上英军除少数勤杂人员外，大部分撤至香港。
1940年11月1日，英军全部撤离刘公岛。

### 中華民國
1945年，抗日战争结束。
1949年，中国人民解放军进驻威海衛。

### 中华人民共和国
1952年，中国人民解放军海军进驻，此后刘公岛长期为中国人民解放军北海舰队的重要基地之一。
1985年被命名为“国家森林公园”。
1999年刘公岛被建设部命为“国家级文明风景区”。

## 岛上名胜古迹及文物

### 古迹
- 北洋水师提督署和丁汝昌寓所旧址
- 北洋水师铁码头和古炮台
- 刘公庙
- 英国太平洋舰队司令部
- 英海军粮库职员住宅
- 英海军医官长官邸
- 刘公岛英国监狱
- 刘公岛私营商店
- 刘公岛基督教堂
- 刘公岛共济分会东住宅
- 英国海军上将别墅旧址

### 博物馆
- 中华兵器馆（展示中国兵器发展历史）

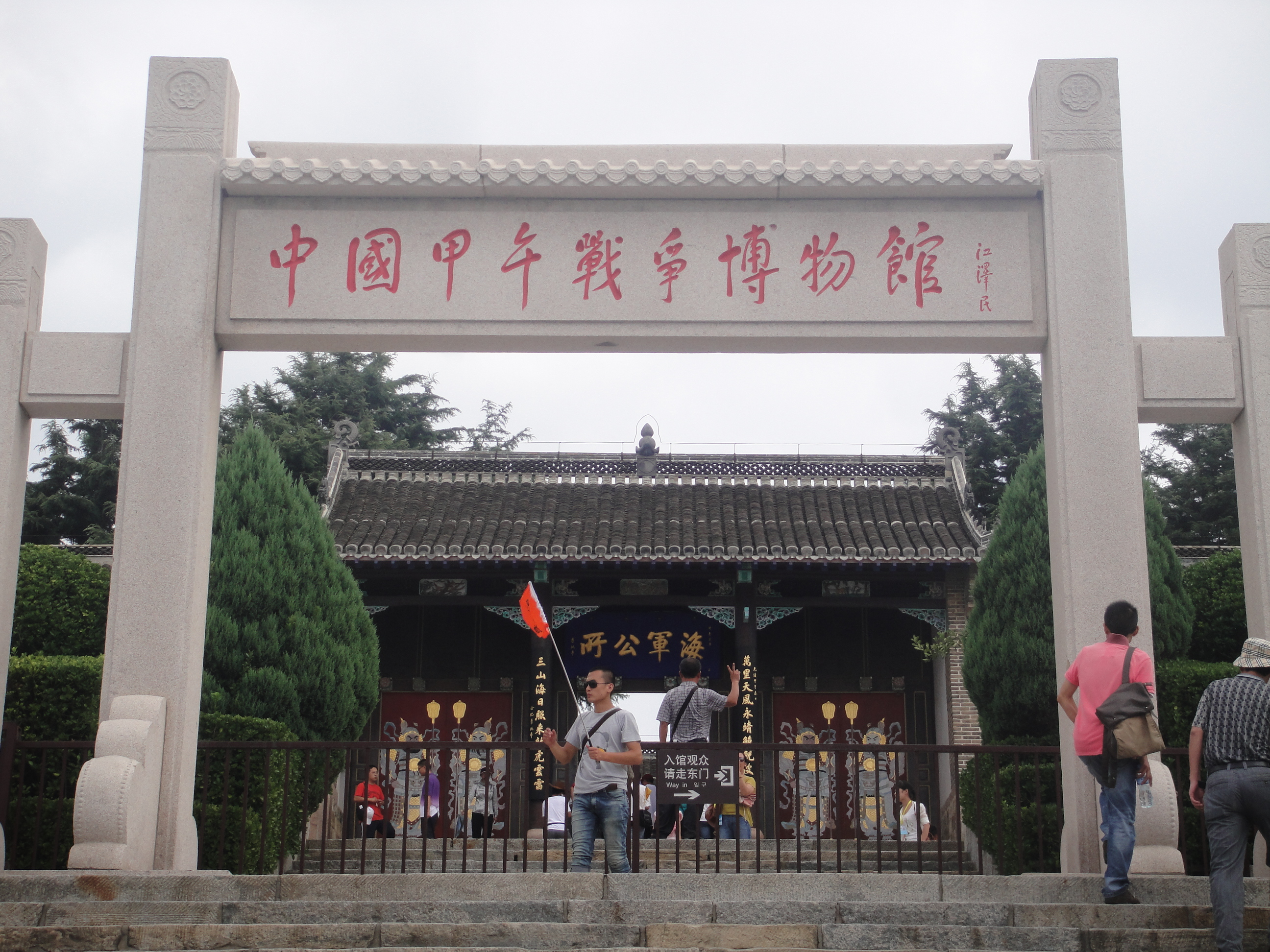
中国甲午战争博物馆

- 中国甲午战争博物馆（内有中国共产党前总书记江泽民题写的牌坊）。

### 文物
- 北洋水师忠魂碑